# Драматичен театър „Стефан Киров“
Драматичен театър „Стефан Киров“ се намира в град Сливен.

## История
Първото театрално представление в Сливен се е състояло през 1868 година.
Първата постоянна театрална трупа в града е създадена през 1918 г. Тази година се счита за начало на професионалния театър в Сливен. От 1948 година театърът е държавен. През 1987 година се открива нова театрална сграда с Камерна зала, Голям салон, Балетна зала и Зала за един актьор.
В своята 90-годишна история театърът е представил на публиката над 400 постановки. В репертоара са както класически творби на автори от световната драматургия (Уилям Шекспир, Молиер, Николай Островски, Виктор Юго, Карло Голдони, Николай Гогол, Антон Чехов, Пиер дьо Бомарше, Бранислав Нушич, Едуардо де Филипо, Оскар Уайлд, Бертолт Брехт, Артър Милър, Тенеси Уилямс, Славомир Мрожек), така и множество български класици (Иван Вазов, Ст. Л. Костов, Антон Страшимиров, Йордан Йовков, П. К. Яворов, Валери Петров и др).
Театърът е гостувал в Германия, Австрия, Чехословакия, Грузия, Словения, Северна Македония и др.